# 黑文礁 (佛羅里達州)
黑文礁（英語：Key Haven）是位於美國佛羅里達州門羅縣的一個非建制地區。該地的面積和人口皆未知。

## 地理
黑文礁的座標為25°34′56″N 80°44′08″W / 25.58222°N 80.73556°W，而該地的平均海拔高度為1米（即3英尺）。